# ام‌اف‌آی-۹ جونیور
ام‌اف‌آی-۹ جونیور (به انگلیسی: Malmö_MFI-9) یک هواگرد از نوع هواگرد آموزشی ساخت شرکت Malmö Flygindustri, Bölkow (تحت لیسانس) است. هواگرد ام‌اف‌آی-۹ جونیور نخستین پروازش را در ۱۰ اکتبر ۱۹۵۸ میلادی انجام داد. این هواگرد در سال ۹ اوت ۱۹۶۲ میلادی رسماً معرفی گردید.
طراح این هواگرد، Björn Andreasson بود.